# Nazran
Nazran (en russe : Назрань ; en ingouche : Наьсара) est une ville de la république d'Ingouchie, dans le sud de la Russie. Sa population s'éleve à 122 261 habitants en 2020.

## Histoire
En 1781 un fortin russe sur la rivière Nazranka est mentionné pour la première fois. En 1893 la gare est construite et la ville se développe, devenant au début du XXe siècle le chef-lieu d'un okroug de l'oblast du Terek. Le statut de ville lui est accordé en 1967. Nazran était la capitale de l'Ingouchie jusqu'en 2002, avant d'être remplacée par Magas.

## Transports
La route fédérale R217, route reliant la M4 à la frontière avec l'Azerbaïdjan en desservant les villes de Ciscaucasie, traverse la ville.

## Population
Recensements (*) ou estimations de la population
| 1939* | 1959* | 1970*  | 1979*  | 1989*  |
| ----- | ----- | ------ | ------ | ------ |
| 2 838 | 5 703 | 12 894 | 14 945 | 18 246 |

| 2002*   | 2010*  | 2012   | 2013    | 2014    |
| ------- | ------ | ------ | ------- | ------- |
| 125 066 | 93 335 | 98 660 | 102 471 | 105 823 |

| 2015    | 2016    | 2017    | 2018    | 2019    |
| ------- | ------- | ------- | ------- | ------- |
| 109 284 | 113 288 | 116 020 | 117 936 | 119 842 |

| 2020    | - | - | - | - |
| ------- | - | - | - | - |
| 122 261 | - | - | - | - |

## Sport
- FK Angoucht Nazran, club de football fondé en 1993.